# 황선애
황선애(黃善愛, 1962년 4월 18일~)은 대한민국의 전 배드민턴 선수로, 1982년 아시안게임 배드민턴에 대한민국 국가대표 선수로 참가했다. 강행숙 선수와 같이 복식에서 금메달을 획득했다. 1986년 아시안 게임 직전 부상으로 은퇴했다.

## 선수 경력
충청남도 대덕군 신탄진읍 (현 대전광역시 대덕구 석봉동)에서 태어났다. 신탄진국민학교 재학시절 자치기 놀이를 좋아했는데, 여러번 학교 유리창을 깨자 4학년 시절 담임선생님의 권유로 자치기 막대 대신 배드민턴라켓을 잡으며 배드민턴을 시작했다. 당시 황선애의 아버지는 여자가 운동하는 것에 반대하며 라켓을 부러뜨리기도 했지만 새벽부터 배드민턴 연습을 했고, 성지여자고등학교 시절부터 국가대표에 발탁되어 활동했다. 1978년 아시안 게임에 발탁되어 방콕으로 출국했지만 지병인 위궤양이 발발해 입원하며 대회 출전하지는 못했다.
1981년 1월에 열린 제1회 일본오픈에 초청선수로 참가했다. 1월 24일 결승에서 일본의 도쿠다 아츠코를 세트스코어 2-1로 승리하며 우승했다. 이는 대한민국이 국제배드민턴연맹 가입 후 24년만에 첫 국제대회 우승이다. 이번 대회 우승으로 스웨덴 오픈대회와 전 영국 오픈대회에 초청을 받았다. 스웨덴 오픈대회에서도 우승을 차지했으며 이후 열린 전 영국 오픈에서도 전년 대회 우승자인 레네 쾨펜을 상대로 2대0으로 이기며 우승을 차지했다.
전 영국오픈에서 우승 이후 공로로 체육훈장거상장을 수여받으며, 4월 22일 기준 총점 1104점으로 여자 단식 세계랭킹 1위를 달성했다. 일본과 영국의 배드민턴 관련 잡지에 표지인물로 선정되기도 했다. 1981년 월드 게임에는 단식과 복식에 모두 참가했다. 단식에서는 결승전까지 올라갔지만 중국의 장애링 선수에게 패하며 은메달을 획득했다. 복식에서는 김연자와 함께 출전해 준결승까지 올라갔지만 전영 오픈대회 복식 챔피언조인 영국의 노라 페리, 제인 웹스터조에게 패하며 동메달을 획득했다. 대한체육회로 부터 박종학과 함께 81년도 최우수 선수상을 받았다.
81년도 월드 게임 당시 부상의 여파로 약 6개월간 훈련을 하지 못했고 1월에 열린 일본오픈 전 감기에 걸리는등 악재로 인해 82년도에 진행된 4개의 대회에서 모두 초반전에서 탈락했다. 하지만 강행숙과 함께 나간 1982년 아시안 게임 여자 복식에서는 결승전에서 같은 한국 선수인 김연자, 유상희와 만나 세트스코어 2대1로 이기며 금메달을 획득했다. 아시안 게임에서의 공로로 대회 종료 후 대통령 표창을 수상했다.
이후 2년간 허리통증 등으로 힘든 시기를 보냈고 국가대표에 탈락하기도 했다. 하지만 3년만에 다시 대표팀에 복귀했으며  85년에 열린 세계 선수권 대회에 강행숙과 복식으로 출전해 준결승까지 진출했다. 준결승에서 중국의 우딕시와 린잉 선수에게 패하며 동메달을 획득했다. 인도 오픈에서는 복식 결승에서 영국을 2대0으로 승리하며 우승했다. 86년 4월에 열린 우버컵 대회 예선에서 발목부상이 재발, 선수활동이 어렵다는 협회에 결정에 따라 대표팀을 떠났으며 이후 은퇴했다. 은퇴이후 89년 대성여자고등학교에서 코치로 활동했다.

## 수상 내역

### 수훈
- 체육훈장 거상장(1981년 5월 15일)

## 출신 학교
- 신탄진국민학교
- 신탄중앙중학교
- 성지여자고등학교
- 한국체육대학교